# Nati il 4 gennaio

## XI secolo(1)
- 1076 - Song Zhezong, imperatore cinese († 1100)

## XIII secolo(1)
- 1271 - Isabella d'Aragona, sovrana portoghese († 1336)

## XIV secolo(3)
- 1334 - Amedeo VI di Savoia, nobile († 1383)
- 1338 - Muhammad V di Granada, sovrano († 1391)
- 1341 - Wat Tyler, rivoluzionario inglese († 1381)

## XV secolo(1)
- 1489 - Filippo Strozzi, politico, condottiero e banchiere italiano († 1538)

## XVI secolo(6)
- 1567 - François d'Aguilon, matematico, fisico e architetto belga († 1617)
- 1571 - Orazio Mochi, scultore italiano († 1625)
- 1576 - Caterina Renata d'Asburgo, nobile austriaca († 1599)
- 1581 - James Ussher, arcivescovo anglicano irlandese († 1656)
- 1591 - William Spencer, II barone Spencer di Wormleighton, nobile inglese († 1636)
- 1592 - Peter de Spina III, medico tedesco († 1655)

## XVII secolo(7)
- 1601 - Daniel Vertangen, pittore e disegnatore olandese († 1681)
- 1604 - Jacob Balde, gesuita, poeta e latinista tedesco († 1668)
- 1639 - Domenico Aulisio, giurista e filologo italiano († 1717)
- 1645 - Andrea Biffi, architetto italiano († 1686)
- 1648 - Baldassarre Cenci, cardinale e arcivescovo cattolico italiano († 1709)
- 1675 - Liberato Weiss, presbitero tedesco († 1716)
- 1682 - Jacopo Facciolati, poeta, scrittore e latinista italiano († 1769)

## XVIII secolo(48)
- 1710 - Giovanni Battista Pergolesi, compositore, organista e violinista italiano († 1736)
- 1710 - Sofia Cristiana Luisa di Brandeburgo-Bayreuth, principessa tedesca († 1739)
- 1716 - Appiano Buonafede, religioso e letterato italiano († 1793)
- 1716 - Aaron Burr Senior, educatore statunitense († 1757)
- 1717 - Antonio Maria Mazzoni, compositore italiano († 1785)
- 1717 - Balthasar Ferdinand Moll, scultore austriaco († 1785)
- 1720 - Johann Friedrich Agricola, compositore, organista e cantante lirico tedesco († 1774)
- 1725 - Pëtr Rumjancev-Zadunajskij, generale russo († 1796)
- 1736 - Giovanni Paolo Dolfin, vescovo cattolico italiano († 1819)
- 1739 - Giovanni Bellavite, scultore italiano († 1821)
- 1740 - Ernestina Augusta di Sassonia-Weimar, principessa († 1786)
- 1745 - Johann Jakob Griesbach, filologo e biblista tedesco († 1812)
- 1745 - Carlo Antonio Marin, storico italiano († 1815)
- 1746 - Marco Federici, rivoluzionario e politico italiano († 1824)
- 1746 - Benjamin Rush, politico statunitense († 1813)
- 1747 - Vivant Denon, scrittore, incisore e storico dell'arte francese († 1825)
- 1751 - Nicolao Sottile, presbitero e scrittore italiano († 1832)
- 1755 - Louis Ramond de Carbonnières, politico, geologo e botanico francese († 1827)
- 1757 - Tituš Brezovački, poeta, scrittore e religioso croato († 1805)
- 1758 - Giovanni Negro, politico italiano († 1814)
- 1759 - Maria Rosa Coccia, clavicembalista e compositrice italiana († 1833)
- 1760 - Daniel Tállayi, giornalista, editore e politico slovacco († 1816)
- 1772 - Paul-Louis Courier, scrittore e grecista francese († 1825)
- 1772 - Caesar Augustus Rodney, politico statunitense († 1824)
- 1772 - Anton Friedrich Justus Thibaut, giurista tedesco († 1840)
- 1773 - Friedrich Christian August Hasse, storico tedesco († 1848)
- 1773 - Francesco Tiberi, cardinale e arcivescovo cattolico italiano († 1839)
- 1774 - Taddeo Garzilli, vescovo cattolico italiano († 1848)
- 1774 - Ludwig Senfft von Pilsach, diplomatico e politico tedesco († 1853)
- 1775 - Carlo Tito di Borbone-Due Sicilie, principe († 1778)
- 1776 - Bernardino Drovetti, collezionista d'arte, esploratore e diplomatico italiano († 1852)
- 1776 - Jean-Baptiste Prosper Jollois, ingegnere e egittologo francese († 1842)
- 1778 - John Manners, V duca di Rutland, politico britannico († 1857)
- 1778 - Paolo Polidori, cardinale italiano († 1847)
- 1780 - Théophile Marion Dumersan, drammaturgo e numismatico francese († 1849)
- 1781 - John Hancock Hall, inventore statunitense († 1841)
- 1784 - François Rude, scultore francese († 1855)
- 1785 - Fratelli Grimm, scrittore tedesco († 1863)
- 1785 - Jacob Grimm, filologo, linguista e scrittore tedesco († 1863)
- 1785 - Federico Guglielmo di Schleswig-Holstein-Sonderburg-Glücksburg, duca († 1831)
- 1789 - Benjamin Lundy, oratore e giornalista statunitense († 1839)
- 1789 - Alphonse Henri d'Hautpoul, politico e militare francese († 1865)
- 1793 - Pietro Paolo Caruana, pittore e litografo maltese († 1852)
- 1793 - Nevfidan Kadin, ottomana († 1855)
- 1795 - Aleksandr Sergeevič Griboedov, drammaturgo, poeta e compositore russo († 1829)
- 1797 - Wilhelm Beer, banchiere e astronomo tedesco († 1850)
- 1798 - Vincenzo d'Errico, avvocato e patriota italiano († 1855)
- 1800 - Luigi Porta, chirurgo e anatomista italiano († 1875)

## XIX secolo(156)
- 1802 - Paul de Noailles, nobile e storico francese († 1885)
- 1807 - Giovanni Notta, politico italiano († 1877)
- 1809 - Louis Braille, inventore francese († 1852)
- 1810 - Jules Noël, pittore francese († 1881)
- 1812 - Evdokija Petrovna Rostopčina, poetessa russa († 1858)
- 1813 - Alexander von Bach, politico austriaco († 1893)
- 1813 - Luigi Luciano Bonaparte, linguista e mineralogista francese († 1891)
- 1813 - Isaac Pitman, insegnante britannico († 1897)
- 1816 - Errico Amante, politico, patriota e giudice italiano († 1883)
- 1816 - Paul Legrand, mimo francese († 1898)
- 1822 - Georg Büchmann, filologo tedesco († 1884)
- 1824 - Cristiano Banti, pittore italiano († 1904)
- 1826 - Giuseppe Buttà, presbitero e scrittore italiano († 1886)
- 1827 - Carlo Piaggia, esploratore italiano († 1882)
- 1828 - Agostino Ferrarini, scultore italiano († 1898)
- 1829 - Adolfo Alsina, politico argentino († 1877)
- 1830 - Mimi Frellsen, fotografa norvegese († 1914)
- 1834 - Frans de Potter, scrittore belga († 1904)
- 1835 - Edoardo Ciccodicola, religioso e scrittore italiano († 1907)
- 1835 - Giuseppe Monti, patriota e rivoluzionario italiano († 1868)
- 1836 - Anna Maria di Sassonia, nobile († 1859)
- 1839 - Casimiro de Abreu, poeta brasiliano († 1860)
- 1839 - Carl Humann, ingegnere tedesco († 1896)
- 1840 - James Hanham, scacchista statunitense († 1923)
- 1842 - Benedetto Capponi Giulii, politico italiano († 1891)
- 1843 - Ferdinando Coletti, pianista e compositore italiano († 1876)
- 1844 - Helen Kendrick Johnson, scrittrice e attivista statunitense († 1917)
- 1844 - Dante Pantanelli, geologo e paleontologo italiano († 1913)
- 1844 - Julius Zupitza, filologo e anglista tedesco († 1895)
- 1845 - Eugenia Ravasco, religiosa italiana († 1900)
- 1846 - Enrique B. Moreno, militare, diplomatico e politico argentino († 1923)
- 1847 - Niko I Dadiani, principe georgiano († 1903)
- 1847 - Benedetto Emanuele di San Giuseppe, politico italiano († 1906)
- 1848 - Katsura Tarō, militare e politico giapponese († 1913)
- 1848 - Heinrich Suter, matematico svizzero († 1922)
- 1850 - Herbert Chipp, tennista britannico († 1903)
- 1850 - Aristo Isola, patriota e politico italiano († 1919)
- 1850 - Max Kalbeck, poeta, scrittore e critico musicale tedesco († 1921)
- 1851 - Bedrifelek Kadın, principessa († 1930)
- 1852 - Mite Kremnitz, scrittrice tedesca († 1916)
- 1852 - Cesare Tragella, filosofo e presbitero italiano († 1934)
- 1853 - Şayan Kadin, ottomana († 1945)
- 1857 - Émile Cohl, animatore, regista e sceneggiatore francese († 1938)
- 1857 - Salvatore Petruolo, pittore italiano († 1946)
- 1858 - Victor Léon, librettista e scrittore austriaco († 1940)
- 1859 - Jules-Cyrille Cavé, pittore francese († 1949)
- 1860 - Telesforo Aranzadi, antropologo spagnolo († 1945)
- 1860 - Victor Westerholm, pittore finlandese († 1919)
- 1861 - Giovanni Giovannetti, scultore italiano († 1927)
- 1862 - Teodoro Cutolo, imprenditore italiano († 1932)
- 1863 - Giuseppe Amato Pojero, filosofo italiano († 1940)
- 1863 - István Apáthy, medico ungherese († 1922)
- 1863 - Adolphe Guillaumat, generale francese († 1940)
- 1864 - Émile Lafourcade-Cortina, schermidore francese († 1904)
- 1864 - George Albert Smith, regista, fotografo e inventore britannico († 1959)
- 1865 - Lorenzo Panepinto, politico italiano († 1911)
- 1866 - Louis Abbiate, compositore e musicista monegasco († 1933)
- 1866 - Avetis Aharonian, politico, scrittore e rivoluzionario armeno († 1948)
- 1866 - Ramon Casas, pittore spagnolo († 1932)
- 1866 - Francesco Dell'Erba, scrittore italiano († 1952)
- 1866 - Ernest Mangnall, allenatore di calcio inglese († 1932)
- 1866 - Joel Hastings Metcalf, astronomo statunitense († 1925)
- 1870 - Maria Teresa di Löwenstein-Wertheim-Rosenberg, principessa tedesca († 1935)
- 1872 - Tytus Maksymilian Huber, ingegnere polacco († 1950)
- 1872 - Raymond Carroll Osburn, zoologo statunitense († 1955)
- 1872 - Edmund Rumpler, ingegnere austriaco († 1940)
- 1872 - Albert Tyler, astista statunitense († 1945)
- 1874 - Adalbero Fleischer, vescovo cattolico e missionario tedesco († 1963)
- 1874 - Josef Suk, violinista e compositore ceco († 1935)
- 1875 - Domenico Monleone, compositore e direttore d'orchestra italiano († 1942)
- 1876 - Paola Drigo, scrittrice italiana († 1938)
- 1877 - Gibson Gowland, attore britannico († 1951)
- 1877 - Marsden Hartley, pittore e poeta statunitense († 1943)
- 1877 - Otto Herschmann, schermidore e nuotatore austriaco († 1942)
- 1877 - Sextil Pușcariu, linguista, filologo e politico rumeno († 1948)
- 1878 - Egidio Girelli, scultore italiano († 1972)
- 1878 - Augustus John, pittore e incisore britannico († 1961)
- 1878 - Giacomo Parvopassu, avvocato e dirigente sportivo italiano († 1936)
- 1879 - Amarsinhji Banesinhji, principe e militare indiano († 1954)
- 1879 - Christian Beck, scrittore e poeta belga († 1916)
- 1879 - Balbino Giuliano, politico e storico della filosofia italiano († 1958)
- 1879 - Manuel María Smith, architetto spagnolo († 1956)
- 1880 - Antonín Eltschkner, vescovo cattolico e esperantista ceco († 1961)
- 1880 - Leonello Grossi, farmacista, politico e antifascista italiano († 1934)
- 1880 - Mike Merlo, politico e mafioso italiano († 1924)
- 1880 - Virgilio Nasi, avvocato e politico italiano († 1964)
- 1880 - Henri Peslier, pallanuotista e nuotatore francese († 1912)
- 1880 - Corrado Venini, militare italiano († 1916)
- 1881 - Georgij Andreevič Baklanov, baritono lettone († 1938)
- 1881 - Wilhelm Lehmbruck, scultore e pittore tedesco († 1919)
- 1881 - Gaetano Merola, direttore d'orchestra e pianista italiano († 1953)
- 1881 - Patrick Ryan, martellista statunitense († 1964)
- 1882 - Dan Frank, lunghista statunitense († 1965)
- 1882 - Emmanuel Hanisch, missionario e vescovo cattolico tedesco († 1940)
- 1882 - Yoshijirō Umezu, generale giapponese († 1949)
- 1883 - Max Eastman, scrittore e critico letterario statunitense († 1969)
- 1883 - Li Osborne, fotografa e scultrice tedesca († 1968)
- 1884 - Pietro Adinolfi, politico, avvocato e giornalista italiano († 1965)
- 1884 - Carlo Erba, pittore italiano († 1917)
- 1884 - Lea Giunchi, attrice italiana († 1938)
- 1884 - Adriano Lanza, pentatleta italiano († 1975)
- 1885 - Cesare Martuzzi, compositore e direttore di coro italiano († 1960)
- 1886 - Mario Gambetta, pittore, incisore e ceramista italiano († 1968)
- 1886 - Torsten Kumfeldt, pallanuotista svedese († 1966)
- 1887 - Silvio Baratta, politico e avvocato italiano († 1961)
- 1887 - Mary Mersch, attrice statunitense († 1956)
- 1887 - Hugo Steinhaus, matematico polacco († 1972)
- 1887 - Cesare Suglia, aviatore, militare e pioniere dell'aviazione italiano († 1946)
- 1888 - Johanna Eck, tedesca († 1979)
- 1888 - György Hlavay, allenatore di calcio e calciatore ungherese († 1958)
- 1888 - Walther Kossel, fisico tedesco († 1956)
- 1888 - Gavriil Vasil'evič Ksenofontov, etnologo e politico russo († 1938)
- 1888 - Leo D. Maloney, attore, regista e sceneggiatore statunitense († 1929)
- 1888 - Giovanni Pegna, militare e ingegnere aeronautico italiano († 1961)
- 1889 - Mario Grampa, politico italiano († 1961)
- 1889 - Maisie Ward, scrittrice e editrice inglese († 1975)
- 1890 - Victor Adamson, regista, produttore cinematografico e attore statunitense († 1972)
- 1890 - Rafael Barradas, pittore uruguaiano († 1929)
- 1890 - Victor Lustig, truffatore ceco († 1947)
- 1890 - Pierre Nijs, pallanuotista belga († 1939)
- 1890 - Per Nilsson, ginnasta svedese († 1964)
- 1890 - Moša Pijade, politico, partigiano e antifascista jugoslavo († 1957)
- 1890 - Juan Rithner, calciatore argentino († 1960)
- 1891 - Giovanni Guccione, militare italiano († 1915)
- 1891 - Carlo Masseroni, imprenditore e dirigente sportivo italiano († 1957)
- 1891 - Eduard Schulte, imprenditore tedesco († 1966)
- 1891 - Alfredo Sivocci, ciclista su strada e dirigente sportivo italiano († 1980)
- 1892 - Josef Altstötter, funzionario tedesco († 1979)
- 1892 - Joseph Chelladurai Kumarappa, economista e attivista indiano († 1960)
- 1893 - André Baugé, baritono e attore francese († 1966)
- 1893 - Jesslyn Fax, attrice canadese († 1975)
- 1893 - Max Kleiber, biologo svizzero († 1976)
- 1893 - Yone Minagawa, supercentenaria giapponese († 2007)
- 1893 - Harold Wenstrom, direttore della fotografia statunitense († 1944)
- 1894 - Bruno Benassati, calciatore italiano († 1969)
- 1895 - Milly Dandolo, scrittrice, poetessa e traduttrice italiana († 1946)
- 1895 - Gustav Klucis, artista e fotografo lettone († 1938)
- 1895 - Antonio Romano, politico italiano († 1976)
- 1896 - Eugen Angelescu, chimico rumeno († 1968)
- 1896 - Victor Arménise, direttore della fotografia italiano († 1957)
- 1896 - Clement Browne, pallanuotista statunitense († 1964)
- 1896 - Everett Dirksen, politico statunitense († 1969)
- 1896 - Agostino Gabucci, musicista italiano († 1976)
- 1896 - André Masson, pittore francese († 1987)
- 1897 - Chen Cheng, politico e generale cinese († 1965)
- 1897 - Arrigo Tessari, aviatore e generale italiano († 1971)
- 1897 - Ivan Čuvelev, attore sovietico († 1942)
- 1898 - Luisa Levi, medico italiano († 1983)
- 1898 - Pёtr Popov, allenatore di calcio e calciatore sovietico († 1965)
- 1899 - Harry Johnson, calciatore inglese († 1981)
- 1899 - Alfred Sohn-Rethel, economista e sociologo tedesco († 1990)
- 1899 - Giovanni Zonca, politico e medico italiano († 1981)
- 1900 - James Bond, ornitologo statunitense († 1989)
- 1900 - Romeo Gregori, scultore italiano († 1940)
- 1900 - Ivan Šojat, calciatore jugoslavo († 2001)
- 1900 - Aurelio Spoto, partigiano e medico italiano († 1976)

## XX secolo(1009)
- 1901 - Ernesto Chaparro, calciatore cileno († 1957)
- 1901 - Cyril Lionel Robert James, storico, scrittore e politico trinidadiano († 1989)
- 1901 - Marian Spoida, calciatore polacco († 1940)
- 1901 - Ferdinando Trigona Della Floresta, avvocato e politico italiano († 1963)
- 1901 - Rune Wenzel, calciatore svedese († 1977)
- 1901 - Hermann zu Leiningen, pilota automobilistico tedesco († 1971)
- 1902 - Anatolij Alekseev, generale e aviatore sovietico († 1974)
- 1902 - John McCone, politico statunitense († 1991)
- 1902 - Silvio Messinetti, medico, dirigente sportivo e politico italiano († 1996)
- 1902 - Ivan Fëdorovič Tevosjan, politico, diplomatico e ingegnere sovietico († 1958)
- 1903 - Ramón Ernesto Cruz Uclés, politico honduregno († 1985)
- 1903 - Georg Elser, artigiano e antifascista tedesco († 1945)
- 1903 - Rūdolfs Kronlaks, calciatore lettone († 1967)
- 1903 - Isaline Crivelli, sciatrice alpina, golfista e pittrice italiana († 1988)
- 1903 - Giovanni Melarangelo, pittore italiano († 1978)
- 1903 - Francesco Murgia, politico e avvocato italiano († 1998)
- 1903 - Gustav Wegner, astista tedesco († 1942)
- 1904 - Dino Arcangeli, aviatore italiano († 1969)
- 1904 - Bruno Calvani, scultore e pittore italiano († 1985)
- 1904 - Erik Chisholm, compositore, direttore d'orchestra e pianista scozzese († 1965)
- 1904 - Audrey Emery, nobile († 1971)
- 1904 - Tom Helmore, attore inglese († 1995)
- 1904 - Angelo Joppi, carabiniere italiano († 1984)
- 1904 - Hjördis Töpel, tuffatrice e nuotatrice svedese († 1987)
- 1905 - Pietro Agostino D'Avack, avvocato e giurista italiano († 1982)
- 1905 - Arthur Gould-Porter, attore inglese († 1987)
- 1905 - Sterling Holloway, attore e doppiatore statunitense († 1992)
- 1905 - Tore Keller, calciatore svedese († 1988)
- 1905 - Cesare Milani, canoista italiano († 1956)
- 1905 - Davide Pacanowski, ingegnere e architetto polacco († 1998)
- 1905 - László Papp, lottatore ungherese († 1989)
- 1906 - Agnija Barto, poetessa e sceneggiatrice sovietica († 1981)
- 1906 - Pompeo Colajanni, partigiano, politico e antifascista italiano († 1987)
- 1906 - George Douglas-Hamilton, X conte di Selkirk, nobile e politico scozzese († 1994)
- 1906 - Frank Newton, trombettista statunitense († 1954)
- 1906 - Alessandro Rossi Fanelli, biochimico italiano († 1990)
- 1906 - Gino Spagone, militare italiano
- 1906 - Sándor Szabó, wrestler ungherese († 1966)
- 1907 - Salvatore Baldassarri, arcivescovo cattolico italiano († 1982)
- 1907 - Antonio Budini, calciatore e allenatore di calcio italiano
- 1907 - Willy Busch, calciatore tedesco († 1982)
- 1907 - Joe Marsala, compositore e clarinettista italiano († 1978)
- 1907 - Bruno Premiani, fumettista e illustratore italiano († 1984)
- 1908 - Leonardo Bercovici, sceneggiatore e regista statunitense († 1995)
- 1908 - Harry Bonavia, pallanuotista maltese
- 1908 - Aldo Canazza, ciclista su strada e pistard italiano († 2002)
- 1908 - Alfred Ebermann, alpinista austriaco († 1951)
- 1908 - Gustav Schürger, pallanuotista tedesco († 1969)
- 1909 - Cilly Aussem, tennista tedesca († 1963)
- 1909 - Angelo Grassi, hockeista su pista e allenatore di hockey su pista italiano († 1993)
- 1909 - Roger Rolhion, calciatore e allenatore di calcio francese († 1978)
- 1910 - Paul Birch, cestista e allenatore di pallacanestro statunitense († 1982)
- 1910 - Josephine McKim, nuotatrice statunitense († 1992)
- 1910 - Gabe Paul, imprenditore statunitense († 1998)
- 1910 - Francisco Pinto Castro, calciatore portoghese
- 1910 - Hilde Schrader, nuotatrice tedesca († 1966)
- 1910 - Ljubiša Stefanović, calciatore e allenatore di calcio jugoslavo († 1978)
- 1911 - Reidar Karlsen, calciatore norvegese († 1996)
- 1911 - Enrico Lorenzetti, pilota motociclistico italiano († 1989)
- 1911 - Lilia d'Albore, violinista italiana († 1988)
- 1912 - Gianfranco Contini, critico letterario, filologo e partigiano italiano († 1990)
- 1912 - Marta Hoepffner, fotografa tedesca († 2000)
- 1912 - Giovanni Mantese, presbitero e storico italiano († 1992)
- 1912 - Giulio Onesti, dirigente sportivo e avvocato italiano († 1981)
- 1913 - Malietoa Tanumafili II, sovrano samoano († 2007)
- 1913 - Domenico Meccoli, giornalista e sceneggiatore italiano († 1983)
- 1913 - Jack Ozburn, cestista statunitense († 1969)
- 1913 - Pierre Phạm Tần, vescovo cattolico vietnamita († 1990)
- 1914 - Francesco Azzi, militare italiano († 1935)
- 1914 - Flaminia Theodoli, cestista italiana († 1961)
- 1914 - Jean-Pierre Vernant, storico della filosofia, storico delle religioni e antropologo francese († 2007)
- 1915 - Alfredo Carpaneto, militare austriaco († 1945)
- 1915 - Chen Xilian, generale e politico cinese († 1999)
- 1915 - Luigi Firpo, storico, traduttore e politico italiano († 1989)
- 1915 - Marie-Louise von Franz, psicoanalista svizzera († 1998)
- 1915 - Michiko Kuwano, attrice giapponese († 1946)
- 1915 - Armando Moutinho, pallanuotista portoghese
- 1915 - Meg Mundy, attrice e modella inglese († 2016)
- 1915 - Adolf Opálka, militare e partigiano cecoslovacco († 1942)
- 1916 - Amedeo Albertini, architetto italiano († 1982)
- 1916 - Slim Gaillard, cantante, polistrumentista e attore statunitense († 1991)
- 1916 - Don Gray, cestista canadese († 1986)
- 1916 - Robert Parrish, regista, montatore e attore statunitense († 1995)
- 1916 - Sidney Siegel, psicologo e statistico statunitense († 1961)
- 1917 - Charles Borck, cestista filippino († 2008)
- 1917 - Loris Premuda, medico italiano († 2012)
- 1918 - Louis Guss, attore statunitense († 2008)
- 1919 - Bruno Bernini, partigiano e politico italiano († 2013)
- 1919 - Eduardo Teixeira Coelho, illustratore portoghese († 2005)
- 1920 - Aldo Baito, ciclista su strada italiano († 2015)
- 1920 - Rosalie Crutchley, attrice britannica († 1997)
- 1920 - Robert Lamoureux, attore, regista e commediografo francese († 2011)
- 1920 - Pinuccia Nava, attrice italiana († 2006)
- 1920 - Harry Parkes, calciatore inglese († 2009)
- 1920 - Michele Prisco, scrittore e giornalista italiano († 2003)
- 1920 - Massimo Rendina, giornalista e partigiano italiano († 2015)
- 1920 - Božidar Takev, cestista e allenatore di pallacanestro bulgaro († 2009)
- 1921 - Giuseppe Bennati, regista e sceneggiatore italiano († 2006)
- 1921 - Peter Momber, calciatore tedesco († 1975)
- 1921 - Francesco Nazzaro, pittore italiano († 2009)
- 1922 - Doreen Valiente, scrittrice e poetessa britannica († 1999)
- 1922 - Jesús Narro, calciatore spagnolo († 1987)
- 1922 - Karl-Erik Nilsson, lottatore svedese († 2017)
- 1922 - Giuseppe Semerari, filosofo italiano († 1996)
- 1922 - Marceau Sommerlinck, calciatore francese († 2005)
- 1922 - Frank Wess, sassofonista e flautista statunitense († 2013)
- 1923 - Cristina Conchiglia, sindacalista e politica italiana († 2013)
- 1923 - Dietrich André Loeber, giurista tedesco († 2004)
- 1923 - Flavio Testi, compositore e musicologo italiano († 2014)
- 1923 - Wilfred Waters, pistard britannico († 2006)
- 1924 - Alime Abdenanova, esploratrice sovietica († 1944)
- 1924 - Warren J. Kemmerling, attore statunitense († 2005)
- 1924 - Walter Ris, nuotatore statunitense († 1989)
- 1924 - Marcos Sánchez Carmona, cestista cileno († 2005)
- 1924 - Marianne Werner, pesista e discobola tedesca († 2023)
- 1924 - Oliviero Zega, calciatore italiano († 2012)
- 1925 - Doriano Carlotti, calciatore italiano († 2013)
- 1925 - Paolo De Magistris, politico e storico italiano († 1998)
- 1925 - Veikko Hakulinen, fondista e biatleta finlandese († 2003)
- 1925 - Roger Lenaers, gesuita e teologo belga († 2021)
- 1925 - Johnny Lujack, giocatore di football americano statunitense († 2023)
- 1925 - Abdollah Mojtabavi, lottatore iraniano († 2012)
- 1925 - Filippo Parola, calciatore italiano († 1987)
- 1925 - Enrico Perucconi, velocista italiano († 2020)
- 1925 - Rolf Valtin, calciatore statunitense († 2018)
- 1926 - Don Arden, manager e produttore discografico britannico († 2007)
- 1926 - Fabrizio Bruno, architetto italiano († 2000)
- 1926 - Dario Guzzon, fumettista e illustratore italiano († 2000)
- 1927 - Lauro Cavazos, politico statunitense († 2022)
- 1927 - Giacomo De Poli, ex calciatore italiano
- 1927 - Puntillita, cantante cubano († 2000)
- 1927 - Bruno Meriggi, slavista e traduttore italiano († 1970)
- 1927 - Barbara Rush, attrice statunitense († 2024)
- 1928 - Gert Hatz, numismatico tedesco († 2017)
- 1928 - Esko Karhunen, cestista finlandese († 2016)
- 1928 - Jan Lenica, animatore e illustratore polacco († 2001)
- 1928 - Benjamín Maldonado, calciatore boliviano
- 1928 - Boško Vuksanović, pallanuotista jugoslavo († 2011)
- 1929 - Arik Brauer, artista austriaco († 2021)
- 1929 - Zygmunt Olesiewicz, allenatore di pallacanestro polacco († 1993)
- 1929 - Günter Schabowski, politico tedesco († 2015)
- 1930 - Ricardo Aronovich, direttore della fotografia argentino
- 1930 - Sorrell Booke, attore e imitatore statunitense († 1994)
- 1930 - Adriana Ivancich, nobile italiana († 1983)
- 1930 - Arturo Morelli, ex calciatore italiano
- 1930 - Don Shula, giocatore di football americano e allenatore di football americano statunitense († 2020)
- 1930 - Tito Stagno, giornalista, telecronista sportivo e conduttore televisivo italiano († 2022)
- 1931 - Colin Burdett, cestista australiano († 2025)
- 1931 - Clemente Candiani, ex calciatore e allenatore di calcio italiano
- 1931 - William Deane, avvocato, giudice e politico australiano
- 1931 - Irene Genna, attrice italiana († 1986)
- 1931 - Giulio Glorioso, giocatore di baseball italiano († 2015)
- 1931 - Guido Messina, pistard e ciclista su strada italiano († 2020)
- 1931 - Cleopa Msuya, politico tanzaniano († 2025)
- 1931 - Rosemary Prinz, attrice statunitense
- 1931 - Nirupa Roy, attrice indiana († 2004)
- 1931 - Carmen Selves, pittrice spagnola
- 1931 - José Triana, drammaturgo cubano († 2018)
- 1931 - Coşkun Özarı, calciatore e allenatore di calcio turco († 2011)
- 1932 - John Emery, bobbista canadese († 2022)
- 1932 - Raffaele Ganci, mafioso italiano († 2022)
- 1932 - Otto Hofbauer, ex calciatore austriaco
- 1932 - Giuseppe Pompella, filologo classico e grecista italiano († 2009)
- 1932 - Carlos Saura, regista spagnolo († 2023)
- 1932 - Richard Stahl, attore statunitense († 2006)
- 1932 - Paul Virilio, filosofo, scrittore e urbanista francese († 2018)
- 1932 - Bruno Voglino, autore televisivo e dirigente pubblico italiano
- 1933 - Elia II, monaco cristiano e arcivescovo ortodosso georgiano
- 1933 - Angelo Miserocchi, ciclista su strada italiano († 2021)
- 1933 - Andrzej Trautman, fisico e matematico polacco
- 1934 - Zurab Konstantinovič Cereteli, scultore, pittore e architetto georgiano († 2025)
- 1934 - Jose De Vega, attore statunitense († 1990)
- 1934 - Vittorio Faccin, missionario italiano († 1964)
- 1934 - Hellmuth Karasek, giornalista, critico letterario e romanziere tedesco († 2015)
- 1934 - Behçet Safa, pittore turco († 2018)
- 1934 - Rudolf Schuster, politico, diplomatico e drammaturgo slovacco
- 1934 - Guillermo Velásquez Ramírez, arbitro di calcio colombiano († 2017)
- 1934 - Wang Xiaotang, attrice, regista e sceneggiatrice cinese
- 1935 - Marla English, attrice statunitense († 2012)
- 1935 - Raymonde Guyot, montatrice francese († 2021)
- 1935 - Walter Mahlendorf, ex velocista tedesco occidentale
- 1935 - Floyd Patterson, pugile statunitense († 2006)
- 1936 - Mario Ambrosino, scenografo e attore italiano
- 1936 - Birgit Bjørnvig, politica danese († 2015)
- 1936 - Bob Courcy, ex hockeista su ghiaccio canadese
- 1936 - Gordon Day, ex velocista sudafricano
- 1936 - Carlo Gaddi, attore italiano († 1977)
- 1936 - Henri Lewandowicz, ex calciatore francese
- 1936 - Al'bert Mokeev, pentatleta sovietico († 1969)
- 1936 - Giuseppe Negri, attore e conduttore televisivo italiano († 1997)
- 1936 - Eddie Pacheco, cestista e calciatore filippino († 2009)
- 1936 - Gustavo Pallicca, dirigente sportivo, scrittore e giornalista italiano († 2023)
- 1936 - Gianni Vattimo, filosofo e politico italiano († 2023)
- 1936 - Ernesto Vecchi, vescovo cattolico italiano († 2022)
- 1936 - Enju Vălčev, lottatore bulgaro († 2014)
- 1936 - Schmuel Winograd, informatico e ingegnere israeliano († 2019)
- 1937 - Grace Bumbry, mezzosoprano e soprano statunitense († 2023)
- 1937 - Dyan Cannon, attrice statunitense
- 1937 - Jack La Cayenne, ballerino, comico e attore italiano
- 1937 - Fausto Marchetti, politico italiano († 2017)
- 1937 - Mario Vegetti, storico della filosofia e traduttore italiano († 2018)
- 1938 - Dulcídio Boschilia, arbitro di calcio brasiliano († 1998)
- 1938 - Gianni Crea, regista e sceneggiatore italiano
- 1938 - Scilla Gabel, attrice italiana
- 1938 - Boris Grišin, ex pallanuotista sovietico
- 1938 - Riccardo Margheriti, politico italiano
- 1938 - Jim Norton, attore irlandese
- 1938 - Jozef Obert, calciatore cecoslovacco († 2020)
- 1938 - Shin Jung-hyeon, chitarrista, cantautore e produttore discografico sudcoreano
- 1938 - Eddie Southern, ostacolista e velocista statunitense († 2023)
- 1939 - Joseph Bonnel, calciatore e allenatore di calcio francese († 2018)
- 1939 - Igor' Čislenko, calciatore sovietico († 1994)
- 1939 - Manlio Compagno, calciatore italiano († 2020)
- 1939 - Franco Grossi, ex discobolo italiano
- 1939 - Jens Jørgen Hansen, calciatore danese († 2022)
- 1939 - Carlos Domingos Massoni, ex cestista brasiliano
- 1939 - Giovanni Pellegrino, politico, giurista e storico italiano
- 1939 - Veniamin Soldatenko, marciatore sovietico († 2023)
- 1940 - Luc Boltanski, sociologo francese
- 1940 - Minčo Dimov, cestista bulgaro († 2006)
- 1940 - Roberto Gallina, pilota motociclistico italiano
- 1940 - Gao Xingjian, scrittore, drammaturgo e poeta cinese
- 1940 - Helmut Jahn, architetto tedesco († 2021)
- 1940 - Brian Josephson, fisico gallese
- 1940 - Philippe Leveau, archeologo e storico francese
- 1940 - Jolanda Rossin, cantante italiana († 2011)
- 1940 - Ramón Sáez, ciclista su strada spagnolo († 2013)
- 1940 - Pavel Smetáček, clarinettista, sassofonista e compositore ceco († 2022)
- 1940 - Aldo Spinelli, imprenditore e dirigente sportivo italiano
- 1940 - Anthony Teague, attore e ballerino statunitense († 1989)
- 1940 - Danielle Thourot, ex cestista francese
- 1941 - George Pan Cosmatos, regista greco († 2005)
- 1941 - Valentin Kuz'min, nuotatore sovietico († 2008)
- 1941 - Thijs Libregts, allenatore di calcio e ex calciatore olandese
- 1941 - Joe Renzetti, compositore statunitense
- 1942 - Ebrahim Ashtiani, calciatore iraniano († 2017)
- 1942 - John McLaughlin, chitarrista britannico
- 1943 - Bobby Burnett, giocatore di football americano statunitense († 2016)
- 1943 - Doris Kearns Goodwin, scrittrice, giornalista e storica statunitense
- 1943 - Jean Kilbourne, ex modella, regista cinematografica e scrittrice statunitense
- 1943 - Gennaro Lopez, politico italiano
- 1943 - Giancarlo Rossi, fisico italiano († 2025)
- 1943 - John Steen Olsen, ex calciatore danese
- 1943 - Stefano Zamagni, economista italiano
- 1944 - Narciso Doval, calciatore argentino († 1991)
- 1944 - Gustavo Raffi, avvocato e politico italiano
- 1944 - Josef Weiss, tipografo e editore svizzero († 2020)
- 1944 - Judy Winter, attrice e doppiatrice tedesca
- 1944 - Adolfo Calisto, calciatore portoghese († 2024)
- 1945 - Anna Maria Bernasconi, politica italiana
- 1945 - Walter Charles, baritono e attore statunitense († 2023)
- 1945 - Giovanni Cobolli Gigli, dirigente d'azienda italiano
- 1945 - Djibril Diop Mambéty, regista e attore senegalese († 1998)
- 1945 - Vesa-Matti Loiri, cantante e attore finlandese († 2022)
- 1945 - Giuseppe Piromalli, mafioso italiano
- 1945 - Richard Schrock, chimico statunitense
- 1945 - Mateo Félix Zubiaga, calciatore e allenatore di calcio spagnolo († 2016)
- 1945 - Antonio Zurru, politico italiano († 2017)
- 1946 - Salem bin Laden, imprenditore saudita († 1988)
- 1946 - Marek Borowski, politico polacco
- 1946 - Ramsey Campbell, scrittore britannico
- 1946 - Liliana Dell'Acqua, conduttrice radiofonica e conduttrice televisiva italiana († 2010)
- 1946 - Vincenzo Jannuzzi, fumettista italiano († 2021)
- 1946 - Daniela Jaworska, ex giavellottista polacca
- 1946 - Valentin Vladimirovič Korabel'nikov, generale russo
- 1946 - Lillian, cantante italiana
- 1946 - Angelo Sguazzero, ex velocista italiano
- 1946 - Henryk Marian Tomasik, vescovo cattolico polacco
- 1947 - Gino Basuino, bobbista italiano († 2023)
- 1947 - Chris Cutler, batterista, compositore e paroliere britannico
- 1947 - John Hatch Bluth, ex cestista messicano
- 1947 - Alberto Maccari, giornalista italiano
- 1947 - Tim Rooney, attore statunitense († 2006)
- 1947 - Eva Ström, scrittrice, poetessa e traduttrice svedese
- 1947 - Robert van Mackelenberg, attore australiano
- 1948 - Carlo Brillante, filologo classico e grecista italiano
- 1948 - Cissé Mariam Kaïdama Sidibé, politica maliana († 2021)
- 1948 - Salvatore Piscicelli, regista e critico cinematografico italiano († 2024)
- 1948 - Velko Velev, ex discobolo bulgaro
- 1948 - Martin Vidnovic, attore e cantante statunitense
- 1949 - Sandro Bastioli, pittore italiano
- 1949 - David Bradley, ingegnere e informatico statunitense
- 1949 - Tshimen Bwanga, ex calciatore della Repubblica Democratica del Congo
- 1949 - Roger Kenyon, ex calciatore inglese
- 1949 - Mick Mills, ex calciatore e allenatore di calcio inglese
- 1949 - Francesco Nanni, ex tiratore a segno sammarinese
- 1949 - Spomenka Štimec, scrittrice, traduttrice e esperantista croata
- 1949 - Ben Verhagen, fumettista olandese
- 1950 - Gerald Michael Barbarito, vescovo cattolico statunitense
- 1950 - Gregorio Basilico, ex calciatore italiano
- 1950 - Lino Benoni, bobbista italiano
- 1950 - Dhirendra del Nepal, principe nepalese († 2001)
- 1950 - Massimo Luca, chitarrista, compositore e produttore discografico italiano
- 1950 - Luciano Modica, politico e matematico italiano († 2021)
- 1950 - Selvin Pennant, ex calciatore guatemalteco
- 1950 - Muhammad bin Fahd Al Sa'ud, principe, politico e imprenditore saudita († 2025)
- 1951 - Bob Black, avvocato e scrittore statunitense
- 1951 - Milton Setrini Júnior, ex cestista e allenatore di pallacanestro brasiliano
- 1951 - Christian Chukwu, allenatore di calcio e calciatore nigeriano († 2025)
- 1951 - Barbara Cochran, ex sciatrice alpina statunitense
- 1951 - Didier Flament, ex schermidore francese
- 1951 - Steve Genter, ex nuotatore statunitense
- 1951 - Giuliano Grittini, fotografo italiano
- 1951 - Milorad Kosanović, allenatore di calcio e ex calciatore serbo
- 1951 - Bob Morse, ex cestista statunitense
- 1951 - Paddy Roche, ex calciatore irlandese
- 1951 - Alberto Rollo, scrittore, saggista e critico letterario italiano
- 1952 - Édouard Fritch, politico francese
- 1952 - Giuseppe Greco, mafioso italiano
- 1952 - Juan José Guerra Abud, politico messicano
- 1952 - Aleksej Spirin, arbitro di calcio russo († 2024)
- 1952 - Tito Vera, ex calciatore paraguaiano
- 1953 - Norberto Alonso, ex calciatore argentino
- 1953 - Dario De Toffoli, autore di giochi, giornalista e scrittore italiano
- 1953 - Li Fusheng, calciatore cinese († 2007)
- 1953 - Alapati Lui Mataeliga, arcivescovo cattolico samoano († 2023)
- 1953 - Mario Oliverio, politico italiano
- 1953 - Shigeto Shimizu, ex cestista giapponese
- 1954 - Eugene Chadbourne, chitarrista e suonatore di banjo statunitense
- 1954 - Angelo De Donatis, cardinale e arcivescovo cattolico italiano
- 1954 - Daniel Goldston, matematico statunitense
- 1954 - Tina Knowles, imprenditrice, stilista e personaggio televisivo statunitense
- 1954 - Gilberto Pichetto Fratin, politico italiano
- 1954 - Oleg Romancev, ex calciatore e allenatore di calcio sovietico
- 1954 - Peter Seiffert, tenore tedesco († 2025)
- 1954 - Herbert Strohmair, ex hockeista su ghiaccio italiano
- 1955 - Dashnor Bajaziti, ex calciatore albanese
- 1955 - Mel Bennett, ex cestista statunitense
- 1955 - Mimmo Calopresti, regista, sceneggiatore e attore cinematografico italiano
- 1955 - Georgi Dermendžiev, allenatore di calcio e ex calciatore bulgaro
- 1955 - Paco Fortes, allenatore di calcio e ex calciatore spagnolo
- 1955 - Franco Gidoni, politico italiano
- 1955 - Mark Hollis, cantautore e compositore britannico († 2019)
- 1955 - Leszek Martewicz, ex schermidore polacco
- 1955 - Rosa Rinaldi, sindacalista e politica italiana
- 1955 - Wolfgang Tiefensee, politico tedesco
- 1956 - José Luis Beltrán, cestista argentino († 2025)
- 1956 - Corina Casanova, politica svizzera
- 1956 - Nels Cline, musicista statunitense
- 1956 - Pierpaolo Cristofori, ex pentatleta italiano
- 1956 - Hideki Hamaguchi, ex cestista giapponese
- 1956 - Vladimir Klement'ev, ex calciatore russo
- 1956 - Mark Leyner, scrittore e sceneggiatore statunitense
- 1956 - Ann Magnuson, cantante, disc jockey e attrice statunitense
- 1956 - Olivier Smolders, regista, produttore cinematografico e sceneggiatore belga
- 1956 - Bernard Sumner, chitarrista, tastierista e cantante britannico
- 1956 - Anne Underwood, ex cestista inglese
- 1957 - Omar Alfanno, compositore, musicista e cantautore panamense
- 1957 - Joël Bats, ex calciatore e allenatore di calcio francese
- 1957 - Fabrizio Bentivoglio, attore, regista e sceneggiatore italiano
- 1957 - Terry Crosby, ex cestista statunitense
- 1957 - Wayne Kreklow, ex cestista e allenatore di pallavolo statunitense
- 1957 - Zsuzsanna Lerner, ex cestista ungherese
- 1957 - Patty Loveless, cantante statunitense
- 1957 - Pete Patterson, ex sciatore alpino statunitense
- 1957 - Laura Stabile, politica italiana
- 1958 - Andy Borowitz, scrittore, commediografo e attore statunitense
- 1958 - Vidar Davidsen, allenatore di calcio e ex calciatore norvegese
- 1958 - Corinna Everson, attrice e ex culturista statunitense
- 1958 - Matt Frewer, attore e doppiatore canadese
- 1958 - Andrea Manni, regista, sceneggiatore e scrittore italiano
- 1958 - Billy McClure, ex calciatore inglese
- 1958 - Julian Sands, attore britannico († 2023)
- 1958 - Jim Powers, ex wrestler statunitense
- 1958 - Paolo Rossi, giornalista e politico italiano
- 1958 - Marcello Surace, musicista e batterista italiano
- 1958 - Giuseppe Veltri, ebraista italiano
- 1958 - Sonia Viviani, attrice italiana
- 1959 - Ali Ahmeti, politico e militare macedone
- 1959 - Fernando Aramburu, scrittore e poeta spagnolo
- 1959 - Stefano Gabrini, regista, attore e sceneggiatore italiano
- 1959 - Agnès Merlet, regista e sceneggiatrice francese
- 1959 - Giancarlo Morelli, ex rugbista a 15 italiano
- 1959 - Park Hang-seo, allenatore di calcio e ex calciatore sudcoreano
- 1959 - Frane Poparić, ex calciatore croato
- 1959 - Ximo Puig, politico spagnolo
- 1959 - Vanity, cantante, attrice e modella canadese († 2016)
- 1960 - Andrea Gracis, ex cestista e dirigente sportivo italiano
- 1960 - Aleksandr Krupskij, ex astista sovietico
- 1960 - Donatella Legnaioli, politica italiana
- 1960 - Tecla Marinescu, ex canoista romena
- 1960 - Belinda Metz, attrice canadese
- 1960 - Joseph P. Overton, sociologo e attivista statunitense († 2003)
- 1960 - Stefania Pezzopane, politica italiana
- 1960 - Michael Stipe, cantautore, artista e fotografo statunitense
- 1960 - Blaine Willenborg, ex tennista statunitense
- 1960 - April Winchell, attrice e doppiatrice statunitense
- 1961 - John Brenner, ex pesista e discobolo statunitense
- 1961 - Lee Curreri, attore e musicista statunitense
- 1961 - David DeFeis, cantante e tastierista statunitense
- 1961 - Mark Farnell, ex atleta paralimpico britannico
- 1961 - Gunnar Gíslason, ex calciatore islandese
- 1961 - Sidney Green, ex cestista e allenatore di pallacanestro statunitense
- 1961 - Walter Guadagnini, critico d'arte, insegnante e museologo italiano
- 1961 - Jim Gurfein, ex tennista statunitense
- 1961 - Eija Hyytiäinen, ex fondista finlandese
- 1961 - Cliff Levingston, ex cestista e allenatore di pallacanestro statunitense
- 1961 - Kiyotaka Matsui, ex calciatore giapponese
- 1961 - Graham McTavish, attore scozzese
- 1961 - Ugo Pagallo, giurista italiano
- 1961 - Jim Rowinski, cestista statunitense († 2024)
- 1962 - Natal'ja Bočina, ex velocista sovietica
- 1962 - Algirdas Brazys, ex cestista e allenatore di pallacanestro lituano
- 1962 - Patrick Cassidy, attore statunitense
- 1962 - Harlan Coben, scrittore statunitense
- 1962 - Fred Cofield, ex cestista statunitense
- 1962 - Pietro Condorelli, chitarrista italiano
- 1962 - Michael France, sceneggiatore statunitense († 2013)
- 1962 - Robin Guthrie, polistrumentista e produttore discografico scozzese
- 1962 - Heinz Imboden, ex ciclista su strada svizzero
- 1962 - Joe Kleine, ex cestista statunitense
- 1962 - Fabio Marangon, ex calciatore italiano
- 1962 - John Marshall, chitarrista e compositore statunitense
- 1962 - Alessandro Quaggiotto, ex calciatore italiano
- 1962 - Lucy Riall, storica irlandese
- 1962 - Thomas Sanders, ex giocatore di football americano statunitense
- 1962 - Peter Steele, cantante e bassista statunitense († 2010)
- 1962 - Maricica Țăran, ex canottiera rumena
- 1963 - Ihar Astapkovič, martellista sovietico
- 1963 - Roberto Borrello, allenatore di calcio e ex calciatore italiano
- 1963 - Christian Carion, regista e sceneggiatore francese
- 1963 - Carlos Castañeda, ex calciatore guatemalteco
- 1963 - Manolo Cintrón, ex cestista e allenatore di pallacanestro portoricano
- 1963 - Thomas Fersen, cantautore francese
- 1963 - Dave Foley, attore e doppiatore canadese
- 1963 - Susannah Grant, sceneggiatrice, regista e produttrice televisiva statunitense
- 1963 - Kang Zhanbin, goista cinese
- 1963 - Till Lindemann, cantante e poeta tedesco
- 1963 - Marcel Loosveld, allenatore di calcio a 5 e ex giocatore di calcio a 5 olandese
- 1963 - May-Britt Moser, psicologa e neuroscienziata norvegese
- 1963 - Théo Scholten, ex calciatore lussemburghese
- 1963 - Adonis, produttore discografico, disc jockey e musicista statunitense
- 1963 - Elena Valova, ex pattinatrice artistica su ghiaccio sovietica
- 1963 - Zhang Yongjun, ex cestista e allenatore di pallacanestro cinese
- 1964 - Monica Bastiani, ex cestista italiana
- 1964 - David Bowe, attore statunitense
- 1964 - Aleksandr Fadeev, ex pattinatore artistico su ghiaccio sovietico
- 1964 - Hasse Fröberg, cantante e chitarrista svedese
- 1964 - Dot-Marie Jones, attrice e ex pesista statunitense
- 1964 - Giuseppe Lorenzo, ex calciatore e allenatore di calcio italiano
- 1964 - Gaetano Manfredi, politico e ingegnere italiano
- 1964 - Scott Meents, ex cestista statunitense
- 1964 - Juan Carlos Oliva, allenatore di calcio spagnolo
- 1964 - Renco Posinković, ex pallanuotista croato
- 1964 - Riki Takeuchi, attore e cantante giapponese
- 1964 - Sebastián Uranga, ex cestista argentino
- 1964 - Mauro Valentini, allenatore di calcio e ex calciatore italiano
- 1964 - Budimir Vujačić, ex calciatore jugoslavo
- 1964 - Hristo Šopov, attore bulgaro
- 1965 - Yvan Attal, attore e doppiatore francese
- 1965 - Luca Bellora, ex giocatore di football americano e allenatore di football americano italiano
- 1965 - Allen Bula, allenatore di calcio e ex calciatore gibilterriano
- 1965 - Kléber Fajardo, ex calciatore ecuadoriano
- 1965 - Guy Forget, ex tennista francese
- 1965 - Gao Zhongxun, ex calciatore cinese
- 1965 - Beth Gibbons, cantante britannica
- 1965 - Vincenzo Gibiino, politico italiano
- 1965 - Rick Hearst, attore statunitense
- 1965 - Héctor Marchena, ex calciatore costaricano
- 1965 - Cait O'Riordan, cantante e bassista irlandese
- 1965 - Julia Ormond, attrice britannica
- 1966 - Marianne Aspelin, giocatrice di curling norvegese
- 1966 - Graham Bell, ex sciatore alpino britannico
- 1966 - Deana Carter, cantautrice statunitense
- 1966 - Attila Horváth, ex pallamanista ungherese
- 1966 - Yergali Kalikov, ex giocatore di calcio a 5 kazako
- 1966 - Tigran Keosajan, attore e regista sovietico
- 1966 - Christian Kern, politico e dirigente d'azienda austriaco
- 1966 - Ladislav Maier, ex calciatore ceco
- 1966 - La Parka II, wrestler messicano († 2020)
- 1967 - David Berman, cantante e compositore statunitense († 2019)
- 1967 - Bent Christensen Arensøe, allenatore di calcio e ex calciatore danese
- 1967 - Benjamin Darvill, cantante, musicista e polistrumentista canadese
- 1967 - Santos Hernández, ex ciclista su strada spagnolo
- 1967 - David Toms, golfista statunitense
- 1967 - Peter Tom Willis, ex giocatore di football americano statunitense
- 1967 - David Wilson, ex rugbista a 15 australiano
- 1967 - Igor' Šuvalov, politico russo
- 1968 - Vjačeslav Aleksandrovič Aleksandrov, militare sovietico († 1988)
- 1968 - Jesús Clavería, ex giocatore di calcio a 5 spagnolo
- 1968 - Gian Paolo Cugno, regista cinematografico e sceneggiatore italiano
- 1968 - Marcelo Fracchia, ex calciatore uruguaiano
- 1968 - Valeska Grisebach, regista tedesca
- 1968 - Andreas Pott, sociologo tedesco
- 1968 - Leonid Sluckij, politico russo
- 1968 - Michihiro Tsuruta, ex calciatore giapponese
- 1968 - Boris Šerić, generale croato
- 1969 - Boris Vadimovič Berezovskij, pianista russo
- 1969 - Corie Blount, ex cestista statunitense
- 1969 - Federico Colpi, editore e traduttore italiano
- 1969 - Kostas Frantzeskos, allenatore di calcio e ex calciatore greco
- 1969 - Kōstas Kōsta, ex calciatore cipriota
- 1969 - Jimmi Madsen, ex pistard danese
- 1969 - Giuseppe Manfreda, ex calciatore svizzero
- 1969 - Rainer Schaller, imprenditore tedesco († 2022)
- 1969 - Kees van Wonderen, allenatore di calcio e ex calciatore olandese
- 1970 - Hamida Barmaki, docente e attivista afghana († 2011)
- 1970 - Christopher Cassidy, ex militare e astronauta statunitense
- 1970 - Mensura Hadžić, ex cestista jugoslava
- 1970 - Chris Kanyon, wrestler statunitense († 2010)
- 1970 - Stephan Marasek, dirigente sportivo, allenatore di calcio e ex calciatore austriaco
- 1970 - Raúl Noriega, ex calciatore ecuadoriano
- 1970 - Josh Stamberg, attore e doppiatore statunitense
- 1970 - Carl Frode Tiller, scrittore, storico e musicista norvegese
- 1971 - Namig Abdullayev, ex lottatore azero
- 1971 - Knut Aga jr., allenatore di calcio e ex calciatore norvegese
- 1971 - Federico Cherubini, dirigente sportivo italiano
- 1971 - Paulo de Almeida Coelho, ex atleta paralimpico portoghese
- 1971 - Željko Dimitrijević, atleta paralimpico serbo
- 1971 - Sébastien Foucras, ex sciatore freestyle francese
- 1971 - Garrison Hearst, ex giocatore di football americano statunitense
- 1971 - Murat Kardanov, ex lottatore sovietico
- 1971 - Jeremy Licht, attore statunitense
- 1971 - Uladzimir Macjušėnka, artista marziale misto bielorusso
- 1971 - Alan McLaren, ex calciatore britannico
- 1971 - Amarilli Nizza, soprano italiano
- 1972 - Mariusz Bacik, ex cestista polacco
- 1972 - Rui Bento, allenatore di calcio e ex calciatore portoghese
- 1972 - Walter Benítez, allenatore di calcio e ex calciatore cubano
- 1972 - Sylvain Deplace, ex calciatore francese
- 1972 - Marinus Dijkhuizen, allenatore di calcio e ex calciatore olandese
- 1972 - Chad Fleischer, ex sciatore alpino statunitense
- 1972 - Charlotte Hudson, conduttrice televisiva britannica
- 1972 - Miyuki Abe, fumettista giapponese
- 1972 - Simon Kaggwa Njala, giornalista ugandese
- 1972 - John Ruiz, pugile statunitense
- 1973 - Nicola Asuni, ex velocista italiano
- 1973 - Şemsettin Baş, allenatore di pallacanestro e ex cestista turco
- 1973 - Frank Høj, ex ciclista su strada danese
- 1973 - Rosen Kirilov, allenatore di calcio e ex calciatore bulgaro
- 1973 - Harmony Korine, regista, sceneggiatore e produttore cinematografico statunitense
- 1973 - Amina Lawal, nigeriana
- 1973 - Laia Marull, attrice spagnola
- 1973 - Ivan Paskov, ex calciatore bulgaro
- 1973 - Stefaan Van Hecke, politico belga
- 1973 - Carolina Vera Squella, attrice e doppiatrice cilena
- 1973 - Zhang Yi, ex calciatore e ex giocatore di calcio a 5 cinese
- 1973 - Ethan Zuckerman, attivista e blogger statunitense
- 1974 - Ottaviano Andriani, maratoneta italiano
- 1974 - Brusco, cantante e rapper italiano
- 1974 - Giorgio Caputo, attore italiano
- 1974 - Giorgio Contini, allenatore di calcio e ex calciatore svizzero
- 1974 - Robert Dinu, ex pallanuotista rumeno
- 1974 - Krzysztof Dryja, ex cestista polacco
- 1974 - Angela Espinoza, schermitrice colombiana
- 1974 - Vanessa Gravina, attrice e regista teatrale italiana
- 1974 - Danilo Hondo, ex ciclista su strada, pistard e dirigente sportivo tedesco
- 1974 - Apollyon, chitarrista, bassista e cantante norvegese
- 1974 - Flora Montgomery, attrice britannica
- 1974 - Fernando Sanz, ex calciatore spagnolo
- 1974 - Andrea Sottil, allenatore di calcio e ex calciatore italiano
- 1974 - Christopher Stewart, paroliere e produttore discografico statunitense
- 1974 - Armin Zöggeler, ex slittinista italiano
- 1975 - Dan Beery, ex canottiere statunitense
- 1975 - Shane Carwin, artista marziale misto statunitense
- 1975 - Andrea Di Giandomenico, rugbista a 15, allenatore di rugby a 15 e dirigente sportivo italiano
- 1975 - Fabio Fresia, pallanuotista italiano
- 1975 - Massimiliano Iervolino, politico italiano
- 1975 - Sara Indrio, cantautrice, percussionista e attrice danese
- 1975 - Jill Marie Jones, attrice statunitense
- 1975 - Sandra Kiriasis, ex bobbista e ex slittinista tedesca
- 1975 - Francis Koroma, ex calciatore sierraleonese
- 1976 - Shiro Amano, fumettista e illustratore giapponese
- 1976 - Diego Dibós, cantante e compositore peruviano
- 1976 - August Diehl, attore tedesco
- 1976 - Seth Grahame-Smith, scrittore e fumettista statunitense
- 1976 - Tor Egil Horn, ex calciatore norvegese
- 1976 - Chris Klein, ex calciatore statunitense
- 1976 - Dave Malloy, compositore, paroliere e attore statunitense
- 1976 - Jason Mayélé, calciatore congolese (Repubblica Democratica del Congo) († 2002)
- 1976 - Jurij Metlušenko, ex ciclista su strada ucraino
- 1976 - Pete Morten, chitarrista, cantante e compositore britannico
- 1977 - Louisa Baïleche, cantante francese
- 1977 - Solon Bixler, chitarrista e batterista statunitense
- 1977 - Irán Castillo, attrice e cantautrice messicana
- 1977 - Jonathan Cochet, pilota automobilistico francese
- 1977 - Horia Colibășanu, alpinista rumeno
- 1977 - Nenad Džodić, ex calciatore serbo
- 1977 - Graham Elliot, cuoco e personaggio televisivo statunitense
- 1977 - Emanuele Felice, economista e saggista italiano
- 1977 - John Jensen, ex calciatore danese
- 1977 - Awa Ly, attrice e cantante francese
- 1977 - David Millar, ex ciclista su strada e pistard britannico
- 1977 - Paola Pisano, politica e economista italiana
- 1977 - Ricky Rose, ex calciatore seychellese
- 1977 - Olivier Theyskens, stilista belga
- 1977 - Tim Wheeler, cantante e chitarrista britannico
- 1978 - Juan Aguinaga, calciatore ecuadoriano
- 1978 - Morten Christiansen, ex calciatore danese
- 1978 - Marius Ebbers, ex calciatore tedesco
- 1978 - Cristián Gómez, ex calciatore cileno
- 1978 - Fred House, ex cestista statunitense
- 1978 - Dominik Hrbatý, allenatore di tennis e ex tennista slovacco
- 1978 - Susan Jennings, ex schermitrice e maestra di scherma statunitense
- 1978 - Martin Knudsen, ex calciatore norvegese
- 1978 - André Neles, calciatore brasiliano († 2020)
- 1978 - Stian Ohr, ex calciatore norvegese
- 1978 - Nacho Ordín, ex cestista spagnolo
- 1978 - Tomas Rinkevičius, allenatore di pallacanestro e ex cestista lituano
- 1978 - Karine Ruby, snowboarder francese († 2009)
- 1978 - Rustem Sabirchuzin, pentatleta russo
- 1978 - Yvonne Schuring, canoista austriaca
- 1978 - Alon Stein, ex cestista e allenatore di pallacanestro israeliano
- 1978 - Alexander Weber, schermidore tedesco
- 1978 - Sven de Caluwé, cantante belga
- 1979 - Daria Khaltourina, sociologa e antropologa russa
- 1979 - Duane Atuelevao, calciatore samoano americano
- 1979 - Adrián Barbón, politico e avvocato spagnolo
- 1979 - Fábio Bilica, ex calciatore brasiliano
- 1979 - Claudie Blakley, attrice britannica
- 1979 - Julie Ditty, tennista statunitense († 2021)
- 1979 - Daniel Elsner, ex tennista tedesco
- 1979 - Alan Fabbri, politico italiano
- 1979 - Damian Gorawski, ex calciatore polacco
- 1979 - Neşat Gülünoğlu, ex calciatore tedesco
- 1979 - Saud Habib, tiratore a volo kuwaitiano
- 1979 - Andreas Hänni, ex hockeista su ghiaccio svizzero
- 1979 - Kotomi Ishizaki, giocatrice di curling giapponese
- 1979 - Kevin Kuske, bobbista e ex velocista tedesco
- 1979 - Jeannie Mai, personaggio televisivo statunitense
- 1979 - Danuše Nerudová, economista e politica ceca
- 1979 - Neto Pereira, allenatore di calcio e ex calciatore brasiliano
- 1979 - Salvatore Scamardella, ex ciclista su strada italiano
- 1979 - Samantha Sloyan, attrice statunitense
- 1979 - Roberto Speranza, politico italiano
- 1979 - Nazzareno Tarantino, allenatore di calcio e ex calciatore italiano
- 1979 - Pipat Thonkanya, ex calciatore thailandese
- 1979 - Ioan Vieru, ex velocista rumeno
- 1980 - Haro Asō, fumettista giapponese
- 1980 - Andrea Barnó, ex pallamanista spagnola
- 1980 - Atli Viðar Björnsson, ex calciatore islandese
- 1980 - BJ Botha, ex rugbista a 15 sudafricano
- 1980 - Erin Cahill, attrice statunitense
- 1980 - Cai Huijue, ex nuotatrice cinese
- 1980 - Francesco Carbone, allenatore di calcio e ex calciatore italiano
- 1980 - D'Arcy Carden, attrice statunitense
- 1980 - Greg Cipes, attore e doppiatore statunitense
- 1980 - Riccardo De Santis, giocatore di baseball italiano
- 1980 - Drag-On, rapper statunitense
- 1980 - Cihan Haspolatlı, ex calciatore turco
- 1980 - Brad Ingelsby, sceneggiatore e produttore cinematografico statunitense
- 1980 - Alexandra Jiménez, attrice spagnola
- 1980 - Maroš Klimpl, ex calciatore slovacco
- 1980 - Luís Miguel Brito Garcia Monteiro, ex calciatore portoghese
- 1980 - Gaetano Nespro, ex pugile italiano
- 1980 - Stefano Piedimonte, giornalista, scrittore e sceneggiatore italiano
- 1980 - Jaroslav Popovyč, ex ciclista su strada ucraino
- 1980 - June Diane Raphael, attrice e comica statunitense
- 1980 - Milena Rosner, ex pallavolista polacca
- 1980 - Diana Trujillo, ingegnera colombiana
- 1981 - Lucia Bacchi, pallavolista italiana
- 1981 - Dave Borrelli, ex hockeista su ghiaccio canadese
- 1981 - Sarah Crossan, scrittrice irlandese
- 1981 - Alicia Garza, attivista e editrice statunitense
- 1981 - Wojciech Grzyb, pallavolista polacco
- 1981 - Pavel Kiryl'čyk, ex calciatore bielorusso
- 1981 - Nguyễn Huy Hoàng, ex calciatore vietnamita
- 1981 - Hitomi Obara, lottatrice giapponese († 2025)
- 1981 - Paulo Pina, ex calciatore portoghese
- 1981 - Daniel Rossi, ex calciatore brasiliano
- 1981 - Anna Safroncik, attrice ucraina
- 1981 - Sabrina Viguier, allenatrice di calcio e ex calciatrice francese
- 1981 - Zhang Jiewen, giocatrice di badminton cinese
- 1982 - Iñigo Calderón, allenatore di calcio e ex calciatore spagnolo
- 1982 - Chen Wei-ling, sollevatrice taiwanese
- 1982 - Mélanie Cohl, cantante belga
- 1982 - Paulo Ferrari, allenatore di calcio e ex calciatore argentino
- 1982 - Fabio Gatti, dirigente sportivo e ex calciatore italiano
- 1982 - Carlo Gervasoni, ex calciatore italiano
- 1982 - Joakim Hillson, cantante svedese
- 1982 - David Jirka, canottiere ceco
- 1982 - Kang Hye-jeong, attrice sudcoreana
- 1982 - Bernhard Kohl, ex ciclista su strada austriaco
- 1982 - Tomislav Mikulić, ex calciatore croato
- 1982 - John Valencia, ex calciatore colombiano
- 1982 - Dajan Šimac, ex calciatore tedesco
- 1982 - Lucie Škrobáková, ex ostacolista ceca
- 1983 - Óliver Arteaga, cestista spagnolo
- 1983 - Roderick Bajada, ex calciatore maltese
- 1983 - Spencer Chamberlain, cantante statunitense
- 1983 - Tarjei Dale, calciatore norvegese
- 1983 - Jonathan Gannon, allenatore di football americano statunitense
- 1983 - Olof Guterstam, ex calciatore svedese
- 1983 - Derick Hougaard, ex rugbista a 15 e commentatore televisivo sudafricano
- 1983 - Assmaa Niang, judoka marocchina
- 1983 - Marialy Pacheco, pianista e compositrice cubana
- 1983 - Pasquale Quaranta, giornalista italiano
- 1983 - Richard Rankin, attore scozzese
- 1983 - Rebecca Richman, ex cestista statunitense
- 1983 - Kasper Risgård, ex calciatore danese
- 1983 - Mitja Robar, ex hockeista su ghiaccio sloveno
- 1983 - Seth Sentry, rapper australiano
- 1983 - Kana Uemura, cantautrice giapponese
- 1983 - Rustie, musicista scozzese
- 1984 - İbrahim Akın, ex calciatore turco
- 1984 - Sérgio Barge, ex calciatore portoghese
- 1984 - Derek Brunson, artista marziale misto statunitense
- 1984 - Mehmet Çakır, ex calciatore turco
- 1984 - Javi Fuego, ex calciatore spagnolo
- 1984 - Jiří Hudler, hockeista su ghiaccio ceco
- 1984 - Vladimir Jašić, ex calciatore serbo
- 1984 - Joseph Birech, ex mezzofondista keniota
- 1984 - Lê Tấn Tài, ex calciatore vietnamita
- 1984 - Emilio Martire, attore cinematografico e attore teatrale italiano
- 1984 - Javi Martos, ex calciatore spagnolo
- 1984 - Ioana Papuc, canottiera rumena
- 1984 - Žarko Rakočević, cestista montenegrino
- 1984 - Mike Williams, ex giocatore di football americano statunitense
- 1985 - Jean-Louis Akpa-Akpro, calciatore francese
- 1985 - Ana Karina Áñez, modella venezuelana
- 1985 - Jonas Borring, ex calciatore danese
- 1985 - Lenora Crichlow, attrice britannica
- 1985 - Robbie Dixon, ex sciatore alpino canadese
- 1985 - Peter Franquart, ex calciatore francese
- 1985 - Bata Furai, calciatore salomonese
- 1985 - Kari Aalvik Grimsbø, ex pallamanista norvegese
- 1985 - Gökhan Gönül, allenatore di calcio e ex calciatore turco
- 1985 - Henry Hernández, calciatore salvadoregno
- 1985 - Hryhorij Jarmaš, ex calciatore ucraino
- 1985 - Al Jefferson, ex cestista statunitense
- 1985 - Jung Sung-ryong, calciatore sudcoreano
- 1985 - Nikolaj Mančev, ex calciatore bulgaro
- 1985 - Meaghan Mikkelson, hockeista su ghiaccio canadese
- 1985 - Aleš Neuwirth, calciatore ceco
- 1985 - Réver, ex calciatore brasiliano
- 1985 - Alfred Simonis, politico rumeno
- 1985 - Thiago Quirino da Silva, ex calciatore brasiliano
- 1985 - Ross Turnbull, ex calciatore inglese
- 1985 - Eric Weddle, ex giocatore di football americano statunitense
- 1985 - Áxel Weigand, ex cestista argentino
- 1985 - Antar Zerguelaïne, mezzofondista algerino
- 1986 - Kyrylo Budanov, generale e agente segreto ucraino
- 1986 - Deon Butler, ex giocatore di football americano statunitense
- 1986 - Andro Bušlje, pallanuotista croato
- 1986 - Cimafej Hardzejčyk, tuffatore bielorusso
- 1986 - Hsieh Su-wei, tennista taiwanese
- 1986 - Younes Kaboul, ex calciatore francese
- 1986 - Payal Kapadiya, regista e sceneggiatrice indiana
- 1986 - Andrėj Kraŭčanka, multiplista bielorusso
- 1986 - Oļegs Malašenoks, ex calciatore lettone
- 1986 - Russell Martin, allenatore di calcio e ex calciatore scozzese
- 1986 - James Milner, calciatore inglese
- 1986 - Wellington Pereira Rodrigues, ex calciatore brasiliano
- 1986 - Fulvio Sulmoni, ex calciatore svizzero
- 1986 - Emilia Sykes, politica statunitense
- 1986 - Xavier Tomas, calciatore francese
- 1986 - Mark Tyndale, ex cestista statunitense
- 1986 - Charlyne Yi, attrice, comica e cabarettista statunitense
- 1987 - Cho Min-ho, hockeista su ghiaccio sudcoreano († 2022)
- 1987 - Marissa Coleman, ex cestista statunitense
- 1987 - Danica Dillan, attrice pornografica statunitense
- 1987 - Marco Esposito, allenatore di pallacanestro italiano
- 1987 - Liliana Fernández, giocatrice di beach volley spagnola
- 1987 - Maria Ikelap, ex velocista micronesiana
- 1987 - Rytis Leliūga, ex calciatore lituano
- 1987 - Sessilee Lopez, modella statunitense
- 1987 - Hans Martínez, ex calciatore cileno
- 1987 - Aboubakar Oumarou, ex calciatore camerunese
- 1987 - Pierre-Luc Périchon, ex ciclista su strada e pistard francese
- 1987 - Maksim Šeleketo, cestista russo
- 1987 - Danny Simpson, ex calciatore inglese
- 1987 - Przemysław Tytoń, calciatore polacco
- 1987 - Kay Voser, ex calciatore svizzero
- 1988 - Anestīs Argyriou, ex calciatore greco
- 1988 - Sandro Boner, ex sciatore alpino svizzero
- 1988 - Goran Drmić, ex calciatore bosniaco
- 1988 - Elin Eldebrink, cestista svedese
- 1988 - Frida Eldebrink, cestista svedese
- 1988 - Oona Kauste, giocatrice di curling finlandese
- 1988 - Artur Litvinčuk, canoista bielorusso
- 1988 - Daniel Nordmark, ex calciatore svedese
- 1988 - Maksym Pašajev, calciatore ucraino († 2008)
- 1988 - Pavlo Pašajev, ex calciatore ucraino
- 1988 - Carlotta Tesconi, attrice italiana
- 1988 - Pedro Trigueira, calciatore portoghese
- 1988 - João Pinheiro, arbitro di calcio portoghese
- 1988 - Júlio César de Paula Muniz Júnior, ex calciatore brasiliano
- 1989 - Aras Aydın, attore turco
- 1989 - Andrés Cabrero, calciatore portoricano
- 1989 - Drew Davis, giocatore di football americano statunitense
- 1989 - Laura Giombini, giocatrice di beach volley e ex pallavolista italiana
- 1989 - Jan Hable, ex calciatore ceco
- 1989 - Kariem Hussein, ostacolista svizzero
- 1989 - Shōta Kawazoe, giocatore di bowling giapponese
- 1989 - Hélder Lopes, calciatore portoghese
- 1989 - Kim López González, atleta paralimpico spagnolo
- 1989 - Sergio Daniel López, calciatore argentino
- 1989 - Labrinth, cantautore e produttore discografico britannico
- 1989 - Dezman Moses, giocatore di football americano statunitense
- 1989 - Esava Naqeleca, calciatore figiano
- 1989 - Tiago Jorge Oliveira Lopes, calciatore portoghese
- 1989 - Federico Pereyra, calciatore argentino
- 1989 - Kevin Pillar, giocatore di baseball statunitense
- 1989 - Wiljan Pluim, calciatore olandese
- 1989 - Graham Rahal, pilota automobilistico statunitense
- 1989 - Javier Reina, calciatore colombiano
- 1989 - Fernando Romboli, tennista brasiliano
- 1989 - Allysa Seely, triatleta statunitense
- 1989 - Ioana Strungaru, canottiera rumena
- 1989 - Julius Yego, giavellottista keniota
- 1990 - Mauro Albertengo, calciatore argentino
- 1990 - Dzmitryj Baha, calciatore bielorusso
- 1990 - Michele Boscacci, scialpinista italiano
- 1990 - Iago Falque, ex calciatore spagnolo
- 1990 - Roland Gigolaev, ex calciatore russo
- 1990 - Malliciah Goodman, ex giocatore di football americano statunitense
- 1990 - Pål André Helland, calciatore e giocatore di calcio a 5 norvegese
- 1990 - Raisel Iglesias, giocatore di baseball cubano
- 1990 - Maciej Jankowski, calciatore polacco
- 1990 - Daniel Keatings, ginnasta britannico
- 1990 - Toni Kroos, ex calciatore tedesco
- 1990 - Marisa Lavanchy, ex velocista svizzera
- 1990 - Landú Mavanga, calciatore angolano
- 1990 - Michelle Mylett, attrice canadese
- 1990 - Toaster Nsabata, calciatore zambiano
- 1990 - Oh Jae-suk, calciatore sudcoreano
- 1990 - Chris Otule, cestista statunitense
- 1990 - Alberto Paloschi, calciatore italiano
- 1990 - Augustine Pulu, rugbista a 15 neozelandese
- 1990 - Ri Chang-ho, calciatore nordcoreano
- 1990 - Fabien Vorbe, ex calciatore haitiano
- 1990 - Zoe Voss, ex attrice pornografica statunitense
- 1990 - Jennifer Wu, tennistavolista statunitense
- 1990 - Zhao Tailong, ex cestista cinese
- 1990 - Peter de Cruz, giocatore di curling svizzero
- 1991 - Vitali Alekseenok, direttore d'orchestra bielorusso
- 1991 - Felipe Amorim, calciatore brasiliano
- 1991 - Joely Andrews, calciatrice nordirlandese
- 1991 - Pascal Bodmer, ex saltatore con gli sci tedesco
- 1991 - Rhydian Cowley, marciatore australiano
- 1991 - Erik Figueroa, calciatore svedese
- 1991 - Charles Melton, attore statunitense
- 1991 - Antonio Molina, ex ciclista su strada spagnolo
- 1991 - Camilo Rencoret, calciatore cileno
- 1991 - Viktoria Schnaderbeck, ex calciatrice austriaca
- 1991 - Dominic Shipperley, ex rugbista a 15 australiano
- 1991 - O'tkir Yusupov, calciatore uzbeko
- 1991 - Adrien van Beveren, pilota motociclistico francese
- 1992 - Mohammed Al-Fatil, calciatore saudita
- 1992 - Kris Bryant, giocatore di baseball statunitense
- 1992 - Sajad Ganjzadeh, karateka iraniano
- 1992 - Till-Joscha Jönke, cestista tedesco
- 1992 - Sabin Merino, calciatore spagnolo
- 1992 - Alexander N'Doumbou, calciatore gabonese
- 1992 - Sergio Ojeda, calciatore argentino
- 1992 - Mohamed Ounajem, calciatore marocchino
- 1992 - Peter Paltchik, judoka israeliano
- 1992 - Quincy Promes, ex calciatore olandese
- 1992 - Jaan Puidet, cestista estone
- 1992 - Jesper Rasmussen, ex calciatore danese
- 1992 - Jonatan da Silva Lima, ex calciatore brasiliano
- 1993 - Fitch Arboleda, calciatore filippino
- 1993 - Manu Gavassi, cantante e attrice brasiliana
- 1993 - Tomasz Gielo, cestista polacco
- 1993 - Giovani Hernández, calciatore messicano
- 1993 - Vladyslav Kalytvyncev, calciatore ucraino
- 1993 - Kim So-dam, cestista sudcoreana
- 1993 - James Michael McAdoo, cestista statunitense
- 1993 - Mahmoud Metwalli, calciatore egiziano
- 1993 - Martin Paasoja, cestista estone
- 1993 - Kojey Radical, cantante e rapper britannico
- 1993 - Bvcovia, rapper rumeno
- 1993 - Scott Redding, pilota motociclistico britannico
- 1993 - Saleh Salem, scacchista emiratino
- 1993 - Jorge Sanz Rodríguez, cestista spagnolo
- 1993 - George Thorne, ex calciatore inglese
- 1993 - Nasser Valverde, calciatore nicaraguense
- 1994 - Zoe Aggeliki, attrice e modella svedese
- 1994 - Salaah Al-Yahyaei, calciatore omanita
- 1994 - Mihajlo Andrić, cestista serbo
- 1994 - Nikola Antić, calciatore serbo
- 1994 - Benjamin Asamoah, calciatore ghanese
- 1994 - Viktor Axelsen, giocatore di badminton danese
- 1994 - Patrik Brandner, calciatore ceco
- 1994 - Liam Broady, tennista britannico
- 1994 - Giovani Casillas, ex calciatore messicano
- 1994 - Louis Croenen, ex nuotatore belga
- 1994 - Thomas Dähne, calciatore tedesco
- 1994 - Derrick Henry, giocatore di football americano statunitense
- 1994 - Samat Jarınbetov, calciatore kazako
- 1994 - Panuel Mkungo, mezzofondista keniota
- 1994 - Morris Munene, maratoneta e mezzofondista keniota
- 1994 - Matías Rodrigo Pérez, calciatore paraguaiano
- 1994 - Luka Stojanović, calciatore serbo
- 1994 - Miles Storey, calciatore inglese
- 1994 - Tim Waker, ex calciatore svedese
- 1994 - Aly Yirango, calciatore maliano
- 1995 - Juan Andrada, calciatore argentino
- 1995 - Nicolò Basile, cestista italiano
- 1995 - Jacob Birtwhistle, triatleta australiano
- 1995 - Dīmītrios Chantakias, calciatore greco
- 1995 - Tim Coleman, cestista statunitense
- 1995 - Igor Engonga, calciatore spagnolo
- 1995 - Elosman Euller Silva Cavalcanti, calciatore brasiliano
- 1995 - Kaja Grobelna, pallavolista belga
- 1995 - Maddie Hasson, attrice statunitense
- 1995 - Gerard Johnson, ex giocatore di football americano e allenatore di football americano statunitense
- 1995 - Sedin Karavdić, cestista sloveno
- 1995 - Ricardo Kishna, ex calciatore olandese
- 1995 - Mykola Kvasnyj, calciatore ucraino
- 1995 - María Isabel, cantante, attrice e conduttrice televisiva spagnola
- 1995 - Miguel Oliveira, pilota motociclistico portoghese
- 1995 - Tobias Pachonik, calciatore tedesco
- 1995 - Lucia Pasquale, velocista italiana
- 1995 - Ben Pearson, calciatore inglese
- 1995 - Nick Ponzio, pesista statunitense
- 1995 - Alexandru Starîș, calciatore moldavo
- 1995 - Mykyta Tatarkov, calciatore ucraino
- 1995 - Tuuli Tomingas, biatleta estone
- 1995 - Adam Webster, calciatore inglese
- 1995 - Shohei Yabiku, lottatore giapponese
- 1995 - Victor Da Silva, calciatore brasiliano
- 1996 - Narek Aslanyan, ex calciatore armeno
- 1996 - William Barta, ciclista su strada statunitense
- 1996 - Cédric Cordey, giocatore di football americano e allenatore di football americano svizzero
- 1996 - Michael Dickson, giocatore di football americano australiano
- 1996 - Tatiana Geōrgiou, calciatrice greca
- 1996 - Akil Gjakova, judoka kosovaro
- 1996 - Nico Hernández, pugile statunitense
- 1996 - Marcus Ingvartsen, calciatore danese
- 1996 - Ákos Kecskés, calciatore ungherese
- 1996 - Tanner Krebs, cestista australiano
- 1996 - Dillon Lewis, rugbista a 15 britannico
- 1996 - Emma Mackey, attrice e ex modella francese
- 1996 - Ramón Martínez, calciatore paraguaiano
- 1996 - Joshua Miles, giocatore di football americano statunitense
- 1996 - Tatenda Mkuruva, calciatore zimbabwese
- 1996 - Jasmine Paolini, tennista italiana
- 1996 - Maxim Plakushchenko, calciatore ucraino
- 1996 - Lene Retzius, astista norvegese
- 1996 - JB, rapper svedese
- 1996 - Hendrik Schwarz, giocatore di football americano tedesco
- 1996 - Vítor Tormena, calciatore brasiliano
- 1996 - Tsunami, calciatore brasiliano
- 1996 - Xue Yangdong, schermidore cinese
- 1997 - Mohamed Al Shamsi, calciatore emiratino
- 1997 - Alysha Burnett, altista e multiplista australiana
- 1997 - Dominic Clarke, ginnasta australiano
- 1997 - Bernardo Dias, calciatore portoghese
- 1997 - Debóra Dubei, cestista ungherese
- 1997 - Angeliño, calciatore spagnolo
- 1997 - Sa'ar Fadida, calciatore israeliano
- 1997 - Andrei Ivan, calciatore rumeno
- 1997 - Arnaud Lusamba, calciatore francese
- 1997 - Bohdan Mel'nyk, calciatore ucraino
- 1997 - Zack Monsén, sciatore alpino svedese
- 1997 - Gino Mäder, ciclista su strada e pistard svizzero († 2023)
- 1997 - Răzvan Popa, ex calciatore rumeno
- 1997 - Jackson Rowe, cestista canadese
- 1997 - Nahuel Santana, calciatore uruguaiano
- 1997 - Pauline Schäfer, ginnasta tedesca
- 1997 - CJ, rapper statunitense
- 1997 - Matías Tavares, calciatore uruguaiano
- 1997 - Ante Žižić, cestista croato
- 1998 - Krystian Bielik, calciatore polacco
- 1998 - Manon Bresch, attrice francese
- 1998 - Lisandro Cabrera, calciatore argentino
- 1998 - Gian Crocci, calciatore argentino
- 1998 - Wiston Fernández, calciatore uruguaiano
- 1998 - Rodrigo Garro, calciatore argentino
- 1998 - Coco Jones, attrice e cantautrice statunitense
- 1998 - Arnoldas Kulboka, cestista lituano
- 1998 - Mönkhtöriin Lkhagvagerel, lottatore mongolo
- 1998 - Fabian Malleier, slittinista italiano
- 1998 - Jordan Meredith, giocatore di football americano statunitense
- 1998 - Raul Opruț, calciatore rumeno
- 1998 - Nikolaj Rasskazov, calciatore russo
- 1998 - Joe Reed, giocatore di football americano statunitense
- 1998 - Dominik Reiter, calciatore austriaco
- 1998 - Benjamin Robert, mezzofondista francese
- 1998 - Cameron Scott, ciclista su strada e pistard australiano
- 1998 - Richard Sila, calciatore francese
- 1998 - Liza Soberano, attrice filippina
- 1998 - Martin Frese, calciatore danese
- 1998 - Kim Vanreusel, sciatrice alpina belga
- 1999 - Wessam Abou Ali, calciatore danese
- 1999 - Daniel Arzani, calciatore iraniano
- 1999 - Jan-Niklas Beste, calciatore tedesco
- 1999 - Indy Boonen, calciatore belga
- 1999 - Michele Cerofolini, calciatore italiano
- 1999 - Fessin, calciatore brasiliano
- 1999 - Jake Hummel, giocatore di football americano statunitense
- 1999 - Julius Lindberg, calciatore svedese
- 1999 - Liridon Mulaj, calciatore svizzero
- 1999 - Gage Munroe, attore e doppiatore canadese
- 1999 - Justyn Mutts, cestista statunitense
- 1999 - Mbaye Ndiaye, cestista senegalese
- 1999 - Gabriel Rosillo, lottatore cubano
- 1999 - Martin Sekulić, calciatore croato
- 1999 - Collin Sexton, cestista statunitense
- 1999 - Zac Stubblety-Cook, nuotatore australiano
- 1999 - Jonathan Suckow, tuffatore svizzero
- 1999 - WizTheMc, rapper, produttore discografico e cantautore sudafricano
- 1999 - Timothy Tillman, calciatore tedesco
- 1999 - Oier Zarraga, calciatore spagnolo
- 1999 - Danijel Šturm, calciatore sloveno
- 2000 - Max Aarons, calciatore inglese
- 2000 - Facundo Colidio, calciatore argentino
- 2000 - Miloš Katić, giocatore di football americano serbo
- 2000 - Raquel Lázaro, pallavolista spagnola
- 2000 - Anja Mazej, pallavolista slovena
- 2000 - Leonardo Mifflin, calciatore peruviano
- 2000 - Vitinho, calciatore brasiliano
- 2000 - Juan Quintana, calciatore uruguaiano
- 2000 - Leandro Sanca, calciatore portoghese
- 2000 - Filip Stojilković, calciatore svizzero
- 2000 - Jakub Tancík, calciatore slovacco
- 2000 - Steffen Yeates, calciatore canadese
- 2000 - Roberto de la Rosa, calciatore messicano

## XXI secolo(42)
- 2001 - Alia Issa, atleta paralimpica siriana
- 2001 - Odilon Kossounou, calciatore ivoriano
- 2001 - Bryska, cantante polacca
- 2001 - Aziz Ouattara Mohammed, calciatore ivoriano
- 2001 - Gonzalo Germán Pérez Corbalán, calciatore uruguaiano
- 2001 - Veronika Stepanova, fondista russa
- 2001 - Malik Washington, giocatore di football americano statunitense
- 2001 - Ally Wollaston, pistard e ciclista su strada neozelandese
- 2001 - Lola Young, cantautrice britannica
- 2002 - Leon Belcar, calciatore croato
- 2002 - Davide De Cassan, ciclista su strada italiano
- 2002 - Gustavo Garcia, calciatore brasiliano
- 2002 - Matteo Gigante, tennista italiano
- 2002 - Leonid Ignatov, calciatore macedone
- 2002 - Sam McClelland, calciatore nordirlandese
- 2002 - Ian Moore, hockeista su ghiaccio statunitense
- 2002 - Néstor Senra, calciatore spagnolo
- 2002 - Serano Seymor, calciatore olandese
- 2002 - Tunisha Sharma, attrice indiana († 2022)
- 2002 - Mihailo Stevanović, calciatore serbo
- 2002 - Vladyslav Vanat, calciatore ucraino
- 2003 - Rodri, calciatore spagnolo
- 2003 - Aleah Finnegan, ginnasta statunitense
- 2003 - Jaeden Martell, attore statunitense
- 2003 - Jahnoah Markelo, calciatore olandese
- 2003 - Bryan Olivo, ciclista su strada, pistard e ciclocrossista italiano
- 2003 - Kevin Santos Lopes de Macedo, calciatore brasiliano
- 2003 - Matías Segovia, calciatore paraguaiano
- 2004 - Ege Bilsel, calciatore turco
- 2004 - Peyton Kennedy, attrice canadese
- 2004 - Matte Smets, calciatore belga
- 2004 - Victor Wembanyama, cestista francese
- 2005 - Rob Dillingham, cestista statunitense
- 2005 - Dafne Keen, attrice spagnola
- 2005 - Theofanīs Mpakoulas, calciatore greco
- 2005 - Oscar Højlund, calciatore danese
- 2006 - Daniela Avila Villa, nuotatrice artistica messicana
- 2006 - Marc Guiu, calciatore spagnolo
- 2006 - Ayoub Oufkir, calciatore olandese
- 2008 - Oliver Dawson, nuotatore canadese
- 2008 - Tina Erzar, saltatrice con gli sci slovena
- 2008 - Rayssa Leal, skater brasiliana

## Senza anno specificato(1)
- Dionisio Cappelli, pittore italiano